# Höchstetten
Höchstetten (toponimo tedesco) è un comune svizzero di 278 abitanti del Canton Berna, nella regione dell'Emmental-Alta Argovia (circondario dell'Emmental).

## Geografia fisica
Höchstetten ha una superficie di 2,6 km²: il 70,8% utilizzato per scopi agricoli, il 19,7% occupato da boschi, il 7,2% occupato da edifici o strade. Il territorio è inoltre attraversato da numerosi torrenti e corsi d'acqua.

## Storia
Höchstetten è menzionato per la prima volta nel 1360 come "Hönstetten".

## Società
La distribuzione per età della popolazione è: bambini e ragazzi (0-19 anni), 26,7%; adulti (20-64 anni), 58,8%; anziani (oltre 64 anni), 14,5%.  La popolazione è generalmente ben istruita.

### Evoluzione demografica
L'evoluzione demografica è riportata nella seguente tabella:
Abitanti censiti

### Lingue e dialetti
La maggior parte della popolazione parla il tedesco mentre il francese è la seconda lingua più comune (0,8%).

## Economia
Il paese di Höchstetten ha un tasso di disoccupazione del 44%. Nel 2005, vi erano 24 persone impiegate nel settore primario, 25 persone nel settore secondario e 14 nel settore terziario.

## Amministrazione
Ogni famiglia originaria del luogo fa parte del cosiddetto comune patriziale e ha la responsabilità della manutenzione di ogni bene ricadente all'interno dei confini del comune.